# Portugal, mon amour
Portugal, mon amour (frz.: La cage dorée, dt.: Der goldene Käfig) ist ein Spielfilm des französisch-portugiesischen Regisseurs Ruben Alves aus dem Jahr 2013.

## Handlung
Das portugiesische Ehepaar Ribeiro lebt als Gastarbeiter seit vielen Jahren in Paris. Maria ist Haushaltshilfe und Concierge, während José in einer Baufirma beschäftigt ist. Sie sind als fleißige und freundliche Mitarbeiter und Nachbarn beliebt und leben mit ihren inzwischen erwachsenen Kindern integriert in der französischen Gesellschaft. Zugleich fühlen sie sich Portugal noch sehr verbunden.
Als Josés betuchter Bruder stirbt, erbt die Familie Vermögen und Weingut des Bruders im Alto Douro, der ältesten geschützten Weinbauregion der Welt und seit 2001 UNESCO-Welterbe. Die Familie fühlt sich zwischen verlockendem Leben im Wohlstand in der ehemaligen Heimat Portugal und dem vertrauten Leben im nunmehr heimatlichen Frankreich hin- und hergerissen. Ihre konkreter werdenden Pläne, dorthin zu ziehen, versuchen nun Arbeitgeber, Freunde und Nachbarn unbedingt zu verhindern, indem sie ihnen einen Abschied möglichst schwer machen, um so doch noch eine Entscheidung für das Verbleiben in Paris zu erreichen.

## Rezeption
Am 29. August 2013 feierte das Werk in Deutschland Premiere und wurde als herzliche und unterhaltsame Komödie zum Thema Integration beschrieben.
Der Film erhielt eine Reihe Auszeichnungen, so den Publikumspreis beim Europäischen Filmpreis 2013 und Auszeichnungen bei den CinEuphoria Filmpreisen 2014, beim Alpe d'Huez International Comedy Film Festival in L’Alpe d’Huez, und bei den portugiesischen Globos de Ouro 2014. Er war zudem als bestes Debüt beim César 2014 und als bester Film beim São Paulo International Film Festival nominiert.
Als DVD erschien der Film inzwischen in einer Vielzahl Ländern, auch im deutschsprachigen Raum.